# Bertrand Crasson
Bertrand Crasson (5 d'octubre de 1971) és un exfutbolista belga.

## Selecció de Bèlgica
Va formar part de l'equip belga a la Copa del Món de 1998.